# Espúrio Náucio Rutilo (cônsul em 488 a.C.)
Espúrio Náucio Rutilo (em latim: Spurius Nautius Rutilus) foi um político, possivelmente da gente patrícia Náucia, nos primeiros anos da República Romana eleito cônsul em 488 a.C. juntamente com Sexto Fúrio Medulino. Foi pai de Caio Náucio Rutilo, cônsul em 476 e em 458 a.C., e avô de Espúrio Náucio Rutilo, tribuno consular em 424 a.C. e, provavelmente, de Espúrio Náucio Rutilo, cônsul em 411 a.C.

## História
Dionísio de Halicarnasso menciona Espúrio Náucio pela primeira vez em 493 a.C. como um dos mais distintos jovens patrícios na época da Primeira secessão da plebe em 494 a.C. Foi durante seu mandato que os volscos, liderados por Coriolano, marcharam contra Roma e cercaram a cidade.